# Sodró László

## Sodró László ezredes élete és munkássága röviden
Sodró László a magyar vegyiharc szakcsapat atyja. Ludovika Akadémián való végzése után vitézül helytállt az első világháborús harcokban, ami után oktató lett a Ludovikán majd pár évvel később Németországba vezényelték, ahol vegyiharc tudását a kor legmagasabb szintjére emelte, és ezt a képességet Magyarországra sikeresen hozta be a Gázvédelmi Iskola, majd később az M. Kir. 101. Honvéd Gépkocsizó Vegyiharc Zászlóalj parancsnokaként. A második világháborúban Budapest ostromakor az erődítési munkákat, majd a Nagykörút védelmét vezette, ahol végül szovjet fogságba esett. Több éves fogsága után megjárta a kazincbarcikai kényszermunkatábort is a Magyar Népköztársaság idejében. A Honvédség kötelékeibe többet nem került vissza, nyugdíjasként halt meg 1973-ban. 2023. január elsejétől az MH Sodró László 102. Vegyiharc Ezred viseli büszkén nevét.

## Ifjúkora
Sodró László 1892. november 8-án katonacsaládba született, és Ladislaus Joannes Sodró néven lett anyakönyvezve Besztercebányán. Apja, Sodró Géza és anyai nagyapja, Palkovics Pál császári és királyi őrmester volt, apai nagyapja, Sodró József gazdatiszt az Esterházy hercegi birtokon. Egy bátyja volt, Sodró Sándor, akit szintén katonának neveltek és később ő is ezredes lett.
László a kassai Premontrei Katolikus Főgimnáziumba járt. Már iskolásként újságcikk született róla, ugyanis leleteket (két vas kulcsot) adományozott a Kassai Múzeumnak. Érettségi után a Ludovika Akadémián tanult 1912-től. Bár a tanulmányi rangsor alapján 48-adikként végzett az 50 gyalogos tisztből, 3 hónappal később, az első világháború alatt Ferenc József császár a „legfelsőbb dicsérő elismerésben” részesítette az ellenséggel szemben tanúsított vitéz magatartásért, miután a galíciai Zagórze (Lengyelország) közelében gyalogos támadás és heves tüzérségi tűz közepette is sikerült rendet és fegyelmet tartania alegységében.[1]
[1] Rendeleti Közlöny a Magyar Királyi Honvédség számára - Személyes Ügyek, 1914, 74. szám, 678. 

## Korai pályafutása
Első beosztását és hadnagyi kinevezését a Magyar Királyi Honvédségben a munkácsi 11. gyalogezred, 3. zászlóaljánál kapta meg 1914. augusztus 1-jén. 1916-ban gyalogezredén belül már a VI/20. népfölkelő gyalogzászlóaljnál volt főhadnagy. Ekkor újabb kitüntetésben részesült, mert Bedrikowcénél (Ukrajna) alegységével véres harcok árán visszaverte az ellenséges támadást, és mert Józefówkánál (Lengyelország) céltudatos tűzvezetéssel megállította a túlerőben lévő orosz katonák előretörését.[1] Gyalogezredével harcoltak Galíciában, és az orosz-román fronton, az Úz-völgyében. Hadifogságba esett, de 1918-ban kiszabadult.[2]
1920. június 1-jétől oktató lett a Ludovika Akadémián, viszont hamarosan nyugállományba helyezték 1921. november 1-jétől a trianoni békediktátumból következő leszerelések miatt. Arra eddig nem derült fény, hogy hogyan került vissza az Akadémiára, de 1926-ból több cikk is származik, melyben ő is szerepel. Az Akadémia szokásos ellenforradalmi ünnepségére a honvédtiszt jelöltek „puffancsokat” készítettek, azonban az utasításokkal ellentétben Gunda akadémikus rakétát szerelt egy tüzérségi repeszgránát hüvelyébe, ami a kanóc meggyújtásakor fölrobbant és a szétrepülő repeszek miatt halálos áldozattal is járt. A robbanáskor a felkészítő tanár nem volt jelen betegsége miatt, Sodró László százados helyettesítette őt. Az ellene indított vádakat ejtették a későbbiekben, ugyanis az összeszerelésnél ő nem volt jelen, így nem is tudhatott a rakétákról.[3]
[1] Rendeleti Közlöny a Magyar Királyi Honvédség számára - Személyes Ügyek, 1916, 111. szám, 2238. 
[2] Levelezés Barta Krisztinával, HM HIM Hadtörténelmi Levéltár, főelőadó
[3] Budapesti Hírlap, 1926. február 16., 37. szám, 203.

## A vegyiharc szakcsapat megalapítása
Pályája elválaszthatatlanul összefügg a magyar gázvédelem történetével. 1927. szeptember 1-jével helyezték át a m. kir. 2. honvéd gyalogezredhez. Személyi adatlapja szerint 1929-ben gáztanfolyamon vett részt Örkénytáborban, így 1930-ban már oktató a gázvédelmi tiszti tanfolyamon. Láthatóan tudatosan készítették fel a magyar gázvédelem vezetői feladataira, mivel még ugyanebben az évben Németországba vezényelték, hogy ködösítő[1] gyakorlatokon vegyen részt Königsbrückben, tanulmányozza a ködösítő eszközöket és állomásokat Drezdában, csapatszolgálatot teljesítsen Potsdamban, elvégezze a gáziskolát Berlinben és ismerje meg a vegyi harcanyagokat Hamburgban.
„Sodró László százados tanulmányútja befejeztével összefoglaló jelentést készített és azt a honvédség akkori főparancsnokának Kárpáti Kamillo altábornagynak, valamint a vezérkar akkori főnökének Röder Vilmos altábornagynak terjesztette elő. A főparancsnok a jelentés áttanulmányozása után Sodró László századost kötelezte, hogy tanulmányútja alapján dolgozza ki a megindulási szervezetet oly módon, hogy az a vegyiharc alakulatok magja legyen, biztosítva annak fokozatos és időszerű fejlődését, országbejárása során tegyen javaslatot a vegyiharc-alakulatok gyakorlóterének elhelyezésére, dolgozza ki a gyakorlótér berendezésére szükséges terveket, a fokozatos fejlődés figyelembe vételével, a sürgősségi sorrend feltüntetésével és tegyen javaslatot a honvédség egyéb fegyvernemeinek gázvédelmi kiképzésére. A feladat elvégzésére két hónap került engedélyezésre, mely idő alatt a szolgálat alól Sodró századost felmentette és az ország bejárásához szükséges időre egy gépkocsit biztosított. Két hónap leteltével Sodró százados javaslatot tett a gázvédelmi iskola és egy tanszázad felállítására, a gyakorlótér kijelölésére és kiépítésére illetve létesítsenek a gyakorlótéren: vegyi-harcanyagraktárt, fürdőállomást, minden útfajtából egy-egy 50 m-es aszfalt-, beton-, makadám-, földút útszakaszt, állandó őrépületet, meteorológiai állomást. A tanfolyamok levezetésére tanmenetet dolgozott ki. Gáz szakelőadói tanfolyam levezetését látta szükségesnek a vegyesdandárok műszaki parancsnokai és szakelőadói részére - feladatuk az alárendelt alakulatok gázvédelmi kiképzéseinek irányítása volt. Ezredek, önálló zászlóaljak állományából vezényelt 1-1 fő tiszt részére 2 hetes tanfolyamot javasolt, ahol a felkészítés az alakulatok gázvédelmi kiképzésének tervezését, szervezését célozta meg. Polgári szervek részére levezetendő speciális tanfolyamokat hajtottak végre, szakterületüknek megfelelően orvosoknak elsősegélynyújtást a gáztámadások esetén, gázsérültek gyógyítására, ipartelepek vezető mérnökeinek az ipartelepek gázvédelmének megszervezésére, gázvédelmi szolgálat ellátására, tűzoltóknak a beosztott állomány gázvédelmi kiképzésének megszervezésére, valamint a tűzoltóság közreműködésre gáztámadás során fertőződött területek fertőtlenítésében.”[2]
1932 októberében kinevezték az újonnan létrehozott Gázvédelmi Iskola parancsnokának. A terület annyira új volt, hogy a rendelkezésre álló kiképző személyzet is kiképzésre szorult. Őket oktatta Sodró László százados első körben, majd ezek a tisztek és altisztek adták tovább a tudást a bevonuló legénységnek a megismert felszerelésekről és eljárásokról.[3] 1932 és 1937 között több publikációja jelent meg a Magyar Katonai Szemlében gázharckiképzés és mesterséges köd alkalmazásának témaköreiben.
1937. október 1-től a gázvédelmi zászlóalj parancsnoka lett Piliscsabán. 1938 októberében nagyszabású gyakorlatot tartottak a budapesti Szabadság téren. A vegyi szennyeződést olajpermettel szimulálták, aminek észleléséről jelentést kaptak. Hangos szirénázással vonultak ki a helyszínre. 
„Az első kocsikról gumiruhákba öltözött, gázálarcos felderítők ugrottak le, kezükben vegyianyagszóróval. […] Minden hangtalanul folyik. Egy szó sem hallatszik a téren, az utasítások jelek útján történnek. A fertőzött területeket feldöntő osztagok teleszórják feltűnő színű vegyszerrel. Nyomukban ecsettel a kezükben újabb osztagok jönnek: körülhatárolják a fertőzött területet. […] A gyakorlat alatt Sodró László alezredes, a gázvédelmi alakulatok parancsnoka magyarázta a védőeljárás egyes részleteit. [...] A gyakorlat minden mozzanata nagyon jól sikerült.”[4]
1938. november 1-jétől az egységet Magyar Királyi 101. Honvéd Gépkocsizó Vegyiharc Zászlóaljnak nevezték át, melynek továbbra is Sodró László alezredes a parancsnoka egészen 1943. szeptember végéig. 
[1] „A Harcászati Szabályzatunk szerint mesterséges ködöt (füstöt) alkalmazhatunk: a) az ellenség figyelőinek kikapcsolására; b) csapatmozdulatok (megindulás, gyülekezés, előrehaladás, eltolás) rejtésére; c) folyamátkelés előmunkálatainak, illetve az átkelési helynek leplezésérc; d) harckocsik álcázására; e) légvédelemben burkolásra.” (Sodró László: Mesterséges ködösítés alkalmazása) Magyar Katonai Szemle, 1934. 4.évfolyam, 3. negyedév 141.
[2] Szabó Sándor: A gázvédelmi- és vegyiharc-szolgálat megszervezése, felállítása a magyar királyi honvédségben. Hadmérnök V. Évfolyam 1. szám 143.
[3] Uo. 144.
[4] „Gáztámadás” a Szabadság téren. In: Az Est, 1938. 10.09. 4.

## Erdélyi bevonulástól, az újvidéki vérengzés megállításán át Budapest ostromáig

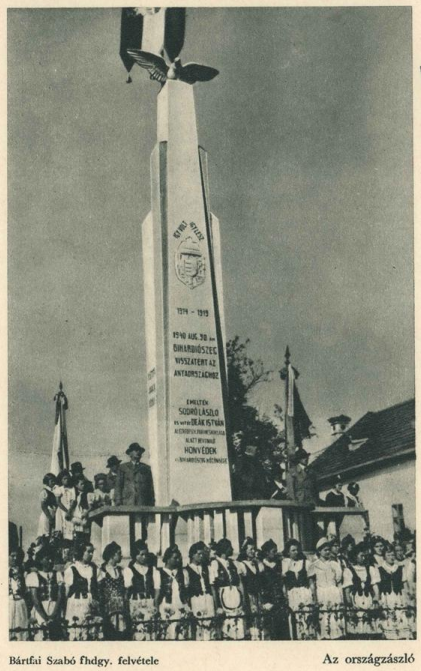
Országzászló avatás 1940, Bihardiószeg

1940-ben Horthy Miklós kormányzó parancsára vonult be Bihardiószegre, és „felszabadulást vitt 22 év óta rabbilincsben élő erdélyi magyar testvéreinek”[1]. Ott országzászlót avattak és emlékoszlopot állítottak, ami a mai napig is áll. A Carol-vonal robbantásos bontásával alakulata segítette a „magyar földet bitorló vasbeton szörnyeket méltó végükhöz”[2].
1942-ben Újvidéken és környékén razziát, azaz tömeges igazoltatást rendeltek el a helyi szerb partizánok kiszűrésére. A razzia, állítólagos fegyveres ellenállás következtében vérengzésbe torkollott. Sodró László alezredes a razzia idején más okból épp Újvidéken tartózkodott. Amint tudomást szerzett a tömeges vérengzésről, kérdőre vonta a razzia főparancsnokát, aki ennek hatására rendelte vissza a razziában résztvevőket.[3]
1943. október 1-jével nevezik ki műszaki felügyelőnek és vegyiharc műszaki parancsnoknak ezredesi rendfokozatban. Ezzel budapesti védelmi erődítések vezető alakjává vált. 1944 nyarán ködösítő századokat állított fel. Budapest ostroma alatt részt vett a város védelmében műszaki csoportjával, mely több zászlóaljat foglalt magába. Erődítést végeztek Pest külvárosában, a Csepel-szigeten és a budai Duna-part teljes hosszában. Zömük a Nagykörút védelménél esett el vagy került fogságba.[4]
November elején alakulata a Margit-híd robbantásra való szerelését kapta feladatul. November 3-án egy német főhadnagy „kihívó módon” Sodró László ezredestől a híd átadását követelte. Sodró ezen a magatartáson olyannyira felháborodott, hogy azonnal bevonta a híd magyar robbantó különítményét, és elfelejtette átadni a robbantási vázlatot, illetve az átadott robbanóanyagról és gyújtóvezetékről sem kért elismervényt. Nem sokkal később rájött tettének horderejére, és felkereste a főhadnagyot, akitől sikerült megszereznie a német átadási parancsot és az elismervényt, majd átadta a robbantási vázlatot. Addigra azonban már a német különítmény elkezdte átvizsgálni az érzékeny robbanó berendezéseket és tölteteket – valószínűleg túl erős áramú vezetékvizsgáló műszerrel. November 4-én délután kettő órakor a híd csúcsidőben felrobbant sok civil és 40 német utász életét követelve. A német parancsnok öngyilkos lett az esemény után. Az eset után Sodró Lászlót rangfenntartás nélkül felmentették szolgálata alól visszamenőleg november 1-jével. [5]
A védekezés során szovjet fogságba esett, és a 7265-ös számú táborban[6] tartották fogva, ahonnan 1949-ben sikerült hazatérnie. 1951 és 1953 között Kazincbarcikán volt kényszermunka táborban, 1200 sorstársával együtt a Borsodi Vegyi Kombinátot építették.[7]
[1] Bártfai Szabó László: Kelet-felé. A m. kir. 101. Honvéd Gépkocsizó Vegyiharc Zászlóalj emlékalbuma, 1940, 2. 
[2] Uo. 6-7.
[3] Magyar Szó, 1946.10.26. 3.
[4] Szabó Péter: Magyar honvéd alakulatok. Magyar Honvéd 1995.01.06. 42.
[5] Görgényi Dániel: Egy híd halála. Honvédségi Szemle, 1967. február, 88-89.
[6] Hazaérkezett a huszonötezredik hadifogoly is! In: Kis Ujság, 1948.07.07. 1.
[7] Levelezés Illyésfalvi Péterrel, HM KÖF főosztályvezetővel

## Családja és emlékezete
1953-ban megnősült, felesége Kontz Erzsébet lett, de gyermekük nem született.
Testvére Sodró Sándor, fiát Sodró Lászlónak nevezte el.
A Honvédség kötelékeibe többet nem került vissza, de még a hatvanas években is tartotta a kapcsolatot első világháborús ezredtársaival, akik később is szeretettel emlékeztek rá mint emberséges vezetőre, katonáit és az épített értékeket kímélni törekvő személyiségre. 1973. december 10-én halt meg.  Sírja a Farkasréti Temető 25-ös parcellájában található. 2023. január elsejétől az MH Sodró László 102. Vegyiharc Ezred büszkén viseli nevét.

## Megjelent cikkei
Sodró László legfőbb témái közé tartozott a vegyiharc kiképzés és a mesterséges ködösítés.
- Gázkamrától a gázgyakorlótérig (Magyar Katonai Szemle, 1932)
- Gáziskolák és azok céljai (Magyar Katonai Szemle, 1933)
- Támpontok a gázálarccal való kiképzésre (Magyar Katonai Szemle, 1933)
- A mesterséges köd harcászati alkalmazása (Magyar Katonai Szemle, 1934)
- Gázharckiképzés (Magyar Katonai Szemle, 1934)
- Példák a mesterséges köd harcászati alkalmazására (Magyar Katonai Szemle, 1934)
- A vegyiharc csapatok feladatai (Magyar Katonai Szemle, 1937)
- Mesterséges ködösítés alkalmazása (Magyar Katonai Szemle, 1937)

## Előmenetele
- 1914.08.01. – Hadnagy
- 1915.01.01. – Főhadnagy
- 1922.09.01. – Százados
- 1933.05.01. – Őrnagy
- 1937.11.01. – Alezredes
- 1942.03.30. – Ezredes
- 1944.11.01. – Végleg rangfenntartás nélkül mellőzték.

## Kitüntetései
- Magyar Érdemrend tisztikeresztje
- Magyar Érdemrend lovagkeresztje
- Ezüst Katonai Érdemérem kardokkal
- Bronz Katonai Érdemérem kardokkal
- Magyar Vöröskereszt Érdemkeresztje
- Kormányzói Dícsérő Elismerés Magyar Koronás Bronzérme
- Károly Csapatkereszt
- Nemzetvédelmi kereszt
- Háborús Emlékérem kardokkal és sisakkal díszítve
- Tiszti Szolgálati Jel
- Felvidéki Emlékérem
- Erdélyi Emlékérem
- Délvidéki Emlékérem

## Felhasznált irodalom
- Tomori Pál: Sodró László élete és munkássága. Honvédségi Szemle 2023/6. sz.
- Szabó Sándor: A gázvédelmi- és vegyiharc-szolgálat megszervezése, felállítása a magyar királyi honvédségben. Hadmérnök V. Évfolyam 1. szám
- Bártfai Szabó László: Kelet-felé. A m. kir. 101. Honvéd Gépkocsizó Vegyiharc Zászlóalj emlékalbuma, 1940
- Szabó Péter: Magyar honvéd alakulatok. Magyar Honvéd 1995.01.06.
- Görgényi Dániel: Egy híd halála. Honvédségi Szemle, 1967 február,
- Sodró László: Mesterséges ködösítés alkalmazása. In: Magyar Katonai Szemle, 1934. (4. évfolyam, 3. negyedév, Műszaki közlemények)
- Rendeleti Közlöny a Magyar Királyi Honvédség számára - Személyes Ügyek, 1914, 74. szám
- Rendeleti Közlöny a Magyar Királyi Honvédség számára - Személyes Ügyek, 1916, 111. szám
- Budapesti Hírlap, 1926. február 16., 37. szám
- Magyar Szó, 1946.10.26.
- „Gáztámadás” a Szabadság téren. In: Az Est, 1938. 10.09.
- Hazaérkezett a huszonötezredik hadifogoly is! In: Kis Ujság, 1948.07.07.
- Levelezés Illyésfalvi Péterrel, HM KÖF főosztályvezetővel
- Levelezés Barta Krisztinával, HM HIM Hadtörténelmi Levéltár, főelőadó

## Vonatkozó kulcsszavak
vegyiharc, vegyivédelem, Sodró László, MH Sodró László 102. Vegyiharc Ezred, ABV védelem, mesterséges ködösítés, Első Világháború, Második Világháború,